# Suzanne Corkin
Suzanne Corkin (18 mai 1937 - 24 mai 2016) est une neurobiologiste américaine. Elle est principalement connue pour ses recherches sur la mémoire humaine impliquant des patients atteints de troubles de la mémoire comme l'amnésie ou la maladie d'Alzheimer ou encore des patients atteints de la maladie de Parkinson. Elle est également reconnue pour avoir étudié le patient HM, célèbre pour son amnésie antérograde.

## Formation
Suzanne Corkin (nom de naissance Suzanne Janet Hammond) naît à Hartford, Connecticut. Elle est la fille unique de Lester et Mabelle Dowling Hammond,.
Elle étudie la psychologie au Smith College dans le Massachusetts et obtient son doctorat à l'Université McGill à Montréal sous la direction de Brenda Milner. Milner étudie le patient Henry Molaison (plus connu sour le nom de patient H.M.), célèbre pour avoir subi de graves pertes de mémoire à la suite d'une chirurgie cérébrale, à la suite d'une crise d'épilepsie incontrôlée. Corkin le rencontre en 1962 et teste sa mémoire relativement à son sens du toucher. Ceci devient le sujet de sa thèse de doctorat intitulée Somesthetic function after focal cerebral damage (fonction somesthésique après lésion cérébrale focale chez l'Homme),.

## Carrière
Après avoir terminé son doctorat en 1964, elle part au Massachusetts Institute of Technology (MIT), pour rejoindre le laboratoire de Hans-Lukas Teuber. Elle publie des articles dans Neuropsychologia, revue de la cognition et du comportement humains du point de vue des neurosciences. En 1977, lorsque Teuber décède, Corkin devient directrice du laboratoire de neuropsychologie humaine et, en 1981, elle est promue directement du poste de chercheuse principale à celui de professeure agrégée titulaire.
À partir de ce moment, Corkin dirige le laboratoire de neurosciences comportementales et apporte des contributions fondamentales aux nombreux domaines des neurosciences cognitives. Elle participe à mieux définir les systèmes de mémoire requis dans les différentes formes d'apprentissage non déclaratif. Ses recherches portent également sur l'élucidation des déficits de mémoire qui surviennent dans la Maladie de Parkinson, la Maladie d'Alzheimer. Corkin contribue également aux débats théoriques concernant le rôle du lobe temporal médian dans la récupération des souvenirs lointains.
Corkin est également l'une des premières à adopter les méthodes de neuro-imagerie humaine (comme l'IRM fonctionnelle et structurelle). Elle utilise ces méthodes pour comprendre les bases neurales des différentes formes de mémoire humaine. Elle les utilise également pour comprendre les changements liés à l'âge et à la maladie dans les réseaux de mémoire. Certaines des dernières publications de son laboratoire rapportent les bénéfices d'une méthode d'imagerie par résonance magnétique structurale multispectrale pour mesurer les volumes de la substance noire et du prosencéphale basal chez les patients atteints de la maladie de Parkinson (Ziegler et Corkin, 2013 ; Ziegler et al., 2013).
Corkin continue à travailler avec le patient amnésique H.M., protégeant son identité jusqu'à sa mort en 2008. Elle rend compte de l'histoire de H.M. dans son livre de 2013 intitulé Permanent Present Tense: The man with no memory, and what he taught the world .

## Publications et récompenses
Elle a publié plus de 150 articles de recherche et est autrice ou co-autrice de 10 livres. Elle reçoit de nombreux prix pour ses recherches, dont le prix MERIT des National Institutes of Health et le Baltes Distinguished Research Achievement Award de l'American Psychological Association (catégorie vieillissement).

## Mentorat
Corkin est largement reconnue pour son plaidoyer en faveur des femmes et des minorités dans le domaine scientifique. Pendant son séjour au MIT, elle est conseillère pour les étudiants et étudiantes de première année pendant 17 ans et siège à un certain nombre de comités. En 2011, elle reçoit le Brain and Cognitive Sciences Undergraduate Advising Award au MIT.

## Polémique sur les articlesdu New York Times
L'article du New York Times du 7 août 2016 par Luke Dittrich suscite la controverse lorsqu'il remet en question l'éthique de Corkin dans ses relations avec Henry Molaison. Ce rapport suggère que Corkin aurait tenté de supprimer les données selon lesquelles H.M. avait une lésion préexistante du lobe frontal. Corkin n'aurait pas recherché le parent vivant génétiquement le plus proche de H.M. auprès duquel obtenir le consentement (une procédure judiciaire a plutôt désigné un parent éloigné comme conservateur). Enfin, Corkin aurait également cherché à déchiqueter ses sources originales et ses données non publiées, car cela aurait pu potentiellement conduire à un réexamen de ses conclusions sur H.M. (Cette dernière affirmation découle d'un enregistrement d'une interview que Dittrich a réalisée avec Corkin. Dans ce document, bien qu'elle discute des matériaux de déchiquetage, elle déclare également « Nous avons gardé les trucs H.M. ».)
La controverse est toujours en cours en ce qui concerne l'article de Dittrich. Plus de 200 neuroscientifiques ont signé une lettre au New York Times déclarant que l'article était biaisé et trompeur. En outre, depuis le 21 août 2016, le MIT et Dittrich ont continué à faire des déclarations contradictoires,. Le livre de Dittrich sur H.M., intitulé Patient HM: A Story of Memory, Madness, and Family Secrets,, bien qu'évalué favorablement par certains, fait l'objet de vives critiques qui qualifient notamment le livre de Dittrich de « vendetta personnelle ». Les tensions étaient, en effet, bien connues entre Dittrich et Corkin.

## Vie privée
Suzanne Hammond épouse Charles Corkin puis divorce. Ils ont trois enfants ainsi que sept petits-enfants,. Elle meurt d'un cancer du foie à Danvers le 24 mai 2016, six jours après son 79e anniversaire.